# Samuel Alito
Samuel Anthony Alito, Jr., cunoscut și ca Samuel A. Alito, Jr. (n. 1 aprilie 1950) este unul din cei nouă membri actuali ai Curții Supreme de Justiție a Statelor Unite ale Americii. 
A fost nominalizat de către cel de-al patruzeci și treilea președinte al Statele Unite ale Americii, președintele aflat atunci în exercițiu, George W. Bush, în ziua de 30 octombrie 2005 și confirmat de Senatul Statelor Unite în ziua de 31 ianuarie 2006 printr-un vot relativ strâns de 58-42. 
La scurt timp după confirmarea sa după confirmarea sa de către Senatul Statelor Unite, Alito a depus jurământul de credință față de respectarea constituției și a legilor țării, precum și față de servirea națiunii americane, în fața judecătorului șef al Curții Supreme de Justiție, John Roberts în cadrul unei ceremonii private.
A prestat jurământul de credință imediat după confirmarea sa, devenind cel de-al 110-lea membru al Curții Supreme de Justiție a SUA de la înființarea sa în 1789, conform Constituției Statelor Unite.  Înainte de a fi membru al Curții Supreme, Alito a fost judecător al Curții de Apel a Statelor Unite pentru al treilea circuit⁠(d) între 1990 și 2006.

## Biografie personală

### Biografie timpurie și familie
Alito s-a născut în Trenton, statul New Jersey, într-o familie de italieni americani, părinții săi fiind Samuel A. Alito, Sr. și Rose Alito, născută Fradusco. Precum întrteaga sa familie, Alito este membru al Bisericii Romano-Catolice. 
Tatăl său, actualmente decedat, a fost profesor de liceu, iar apoi a devenit primul director al Oficiului de Servicii Legale din  New Jersey (în engleză, New Jersey Office of Legislative Services), poziție pe care a ocupat-o pentru mai bine de trei decenii (1952-1984). Mama sa, care a profesat toată viața ca învățătoare, este actualmente pensionară. Sora lui Alito, Rosemary, este cunoscută ca fiind una dintre cele mai bune specialiste în Dreptul muncii din New Jersey. 

### Studii
Sam Alito a terminat liceul Steinert High School Hamilton⁠(d) și apoi a urmat Princeton University, colegiul Princeton School of Public and International Affairs⁠(d) pe care l-a terminat în 1972 cu un Bachelor of Arts⁠(d). După terminarea colegiului de arte liberale, Alito are a urmat dreptul la Yale Law School, unde a fost și editor on the Yale Law Journal⁠(d) and earned a Juris Doctor⁠(d) in 1975. 

### Propria sa profeție
Alito spunea despre el însuși, într-o declarație ... profetică despre viitorul său, făcută la Princeton, în 1972 -- "Sam intenționează să facă dreptul și eventual să țină de cald unui scaun al Curții Supreme de Justiție."

## Viață personală

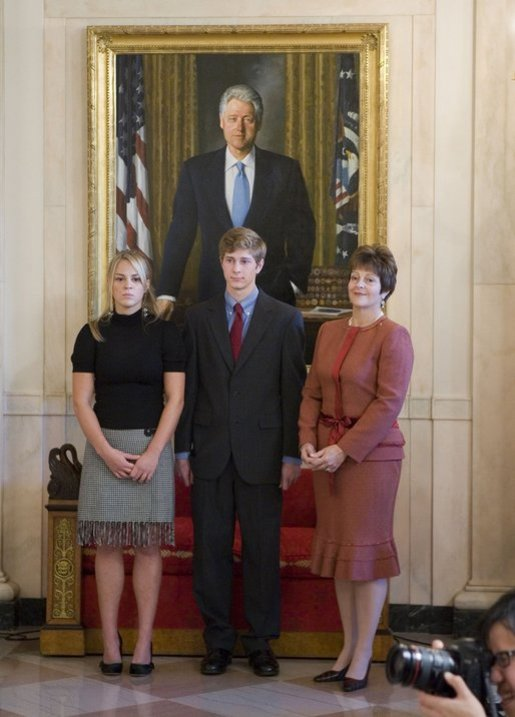
În fața unui portret al fostului (atunci) președinte Bill Clinton, se află Martha Alito (la dreapta), fiica Laura (la stânga) și fiul Philip (în centru) privind la Președintele Bush (43) anunțând nominalizarea lui Samuel Alito, la data de 31 octombrie 2005.

Alito s-a căsătorit cu Martha-Ann Bomgardner (actualmente Alito), cândva un bibliotecar cu rădăcini în statul  Oklahoma și anterior germane. Familia locuiește în West Caldwell⁠(d) și cei doi au împreună doi copii, Philip și Laura. 

## Carieră, poziții deținute
- 1976 – 1977 — funcționar judiciar (în engleză, clerk) pentru Leonard I. Garth⁠(d) din cel de-al Treilea Circuit (în engleză, Third Circuit⁠(d)).
- 1977 – 1981 — Asistent al procurorului federal al districtului judiciar New Jersey.
- 1981 – 1985 — Asistent al Solicitorului General Rex E. Lee⁠(d).
- 1985 – 1987 — Asistent adjunct al Procurorului General (Attorney General) Edwin Meese⁠(d).
- 1987 – 1990 — Procuror general al Districtului judiciar New Jersey.
- 1990 – 2006 — Judecător al Curții Supreme de Justiție a Statelor Unite⁠ ale Americii.
- 1999 – 2004 — Profesor adjunct (Asistent universitar) de drept la Seton Hall University⁠(d) facultatea de drept (School of Law) din Newark, New Jersey.
- 2006 – (prezent) — judecător al Curții Supreme a Statelor Unite⁠(d).

În timpul serviciului său ca asistent al Solicitorului General, Alito a prezentat douăsprezece cazuri în fața Curții Supreme de Justiție. 
În timpul perioadei când a fost procuror general al districtului judiciar New Jersey, Alito a adus în fața justiției multe cazuri care au implicat Comerțul cu droguri și Crimă organizată .

### Profile ale judecătorului
- Official White House biography Arhivat în 1 februarie 2006, la Wayback Machine.
- Washington Post Profile
- Profile of his legal resume, CNN
- Federal Judicial Center profile Arhivat în 9 ianuarie 2007, la Wayback Machine.
- Profile from Law.com
- US News profile
- Guardian Unlimited Profile
- SourceWatch article on Alito